# Digestibilité
 (janvier 2021).
Si vous disposez d'ouvrages ou d'articles de référence ou si vous connaissez des sites web de qualité traitant du thème abordé ici, merci de compléter l'article en donnant les références utiles à sa vérifiabilité et en les liant à la section « Notes et références ».
En alimentation animale, la digestibilité est un critère qui définit le degré auquel une matière organique est digérée par un animal.
On distingue la digestibilité réelle de la digestibilité apparente.
La digestibilité apparente correspond à :
da = (ingesta - fèces) / ingesta
Avec ingesta : la quantité d'aliments ingérée, et les fèces, les excréments.
La digestibilité réelle :
dr = (ingesta - (fèces - fèces endogènes) / ingesta
Les fèces endogènes correspondent à des cellules de l'animal qui partent par desquamation, des enzymes, des bactéries du tube digestif, qui ne faisaient pas partie de l'aliment.
On définit ainsi le « coefficient d'utilisation digestive » (CUD).
Chez le porc, on parle de digestibilité iléale (dans l'iléon, dernier segment de l'intestin grêle), qui néglige les phénomènes fermentaires ayant lieu dans le gros intestin (car des acides aminés non digérés y sont métabolisés).

## Facteurs de variation
La digestibilité est plus forte pour les constituants cellulaires, moins pour les parois des cellules végétales (qui constituent la cellulose brute, taux de CB figurant sur les étiquettes d'aliments).
Chez les ruminants, la digestibilité des parois avoisine 80 à 90 %, cela est dû aux phénomènes de fermentation dans le rumen, qui permettent, grâce à la flore cellulolytique de digérer la cellulose.
Cependant, la lignine (constituant du bois) reste indigestible (exception faite des termites).
Ainsi, la teneur en cellulose brute détermine la digestibilité des aliments. La dMO (digestibilité de la matière organique) baisse quand la teneur en parois augmente. Elle est meilleure chez les ruminants et espèces de grande taille (du fait de la longueur du tube digestif).
Il existe deux catégories de facteurs de variation :
- ceux liés à l'aliment : la teneur en parois (d'où l'intérêt de privilégier un rapport feuilles/tiges maximum pour l'exploitation des prairies), qui dépend aussi du stade d'exploitation des prairies (idéal : stade montaison, avant l'épiaison). La dMO est plus élevée pour les aliments concentrés, plus faible pour des aliments broyés fins (car la vitesse de transit dans le tube digestif est plus importante). On peut utiliser de l'ammoniac anhydre pour améliorer la dMO. Elle varie également selon la composition de la ration (un apport important de fourrage favorise la flore cellulolytique aux dépens de la flore amylolytique et donc améliore la digestibilité des fourrages), et le rythme de distribution des repas.

- ceux liés à l'animal : meilleure chez les ruminants et animaux de grande taille, faible chez le cheval car les phénomènes de fermentation ont lieu dans les côlons et le cæcum, où les aliments ne restent pas assez longtemps pour permettre au cheval de bien les valoriser.

## Mesure
La digestibilité d'un aliment détermine sa valeur énergétique. On peut la prévoir en faisant des expérimentations in vivo en mettant un « mouton standard » (un mâle de race Texel de 90 kg) dans une cage de digestibilité (on pèse l'aliment distribué, les refus pour obtenir la part ingérée, puis les fèces pour connaître la fraction digérée). Il existe une méthode in-sacco, on plonge un petit sac contenant un aliment à tester dans le rumen d'une vache fistulée (un hublot permet d'accéder à son rumen).
Sinon, on a recours aux équations de prévision en fonction du taux de cellulose brute ou de l'ADF (acid detergent fiber, ou fibres insolubles dans un détergent acide).
Pour mesurer la digestibilité réelle, on utilise des isotopes radioactifs.
Pour mesurer la digestibilité iléale, on peut réaliser l'ablation du cæcum chez le poulet (opération), ou le shunt (court-circuit) du cæcum et du côlon chez le porc.